# Пыхино (Московская область)
Пыхино — деревня в Дмитровском районе Московской области, в составе сельского поселения Якотское. Население — 10 чел. (2010). До 2006 года Пыхино входило в состав Якотского сельского округа.

## История
По переписным книгам 1627-1628 годов относится к вотчине Дмитровского Борисоглебского монастыря в Повельском стане:  пустоши (после польско-литовского нашествия), где раньше было село Брейно-Урусово и деревни: Кокоурова, Холмина, Турбышева, Пыхина, Потапова. 

## Расположение
Деревня расположена в северо-восточной части района, примерно в 10 км к северо-востоку от Дмитрова, на возвышенности Клинско-Дмитровской гряды, на левом берегу реки Якоть, высота центра над уровнем моря 214 м. Ближайшие населённые пункты — примыкающее на севере Плетенево, Андреянцево в 1,5 км на запад, Думино на восток и Буславль на юг — обе примерно в 2 км.

## Население
| 2002 | 2006 | 2010 |
| ---- | ---- | ---- |
| 2    | ↗3   | ↗10  |